# Temmelburken
Temmelburken (Ture Sventon-priset) var ett kulturpris som årligen utdelades till verksamma inom barn- och ungdomskulturen. Priset instiftades av tidskriften Jury 1999. Priset delades ut varje år vid Bok- och biblioteksmässan i Göteborg. Priset lades ned 2009.
Enligt föreningen som delade ut priset är skillnaden mellan temlor och semlor, att temlor kan ätas året om. 

## Pristagare
- 1999 Svenska Barnboksinstitutet
- 2000 Jan-Olof Ekholm
- 2001 Carl Johan De Geer, Magda Korotynska
- 2002 Cornelia Funke
- 2003 Helge Skoog
- 2004 Elsie Petrén
- 2005 Thomas Stålberg, Per Wikström
- 2006 Björn Hellberg
- 2007 Åke Holmberg postumt
- 2008 Tomas Arvidsson